# Terell Smith
Terell Smith (Snellville, Georgia; 27 de julio de 1999) es un jugador profesional estadounidense de fútbol americano, se desempeña en la posición de cornerback en Chicago Bears, en la National Football League (NFL).

## Carrera
Hizo su debut profesional con el equipo Chicago Bears, lleva jugando una temporada, comenzó en el 2023.